# Kapfenstein
Kapfenstein är en ort och  kommun i distriktet Südoststeiermark i förbundslandet Steiermark i Österrike.
Kommunen består av sju orter (Ortschaften) (inom parentes invånarantal 1 januari 2024):
- Gutendorf (168)
- Haselbach (163)
- Kapfenstein (404)
- Kölldorf (253)
- Mahrensdorf (151)
- Neustift (231)
- Pichla (127)